# Otto-Raúl González
Otto-Raúl González Coronado (Guatemala, 1 de enero de 1921 - Ciudad de México, 23 de junio de 2007) fue un poeta y escritor guatemalteco-mexicano. Publicó más de 60 libros. (Cuarenta y uno de poesía, dieciséis de ensayo; cuatro novelas y seis de cuento.)

## Biografía
González fue líder estudiantil contra la dictadura de Jorge Ubico y Castañeda, por lo que hacia 1944 tuvo que salir huyendo de Guatemala para refugiarse en México. 
Antes de ello había participado como miembro del Grupo Acento y fungido como director de su revista. Con Voz y Voto del Geranio (1943), un breve poemario en el que exalta la férrea vocación libertaria de su pueblo, se erige como la voz poética más notoria de su generación, la cual será conocida más tarde como Generación del 40. 
A la caída del dictador Ubico, luego de la Revolución de Octubre y con la instauración del gobierno democrático de Juan José Arévalo, Otto-Raúl se desempeñó como diplomático de su país en México, y más tarde se sumó a los esfuerzos del gobierno de Jacobo Arbenz Guzmán. Durante esa primavera cultural y política llega incluso a dirigir la prestigiosa Revista de Guatemala, en relevo de Luis Cardoza y Aragón.
Diez años después, con el golpe de Estado cometido por segmentos reaccionarios del ejército, la oligarquía y la Iglesia conservadora, apoyados por la Agencia Central de Inteligencia (CIA) en la operación conocida como Operation PBSUCCESS ( y ), para derrocar al presidente democráticamente elegido, Guatemala volvió a sumirse en la dictadura. Nuevamente en peligro, el poeta habría de refugiarse definitivamente en México, luego de una breve estadía en Ecuador. 
En México, país que lo acogió como suyo, desarrolló casi toda su obra literaria, al igual que otros guatemaltecos exiliados Augusto Monterroso, Raúl Leiva y Carlos Illescas, amigos suyos desde su más temprana infancia.
Otto-Raúl González fue un hombre profundamente preocupado por la realidad socioeconómica de nuestros pueblos subdesarrollados. Inició estudios de derecho en la Universidad de San Carlos de Guatemala y se graduó de licenciado en derecho por la Universidad Nacional Autónoma de México, con una tesis de grado que se refería a la reforma agraria. Al visitar al poeta y escritor mexicano Alfonso Reyes, este lo recomendó para que continuara sus estudios en la UNAM, donde finalmente obtuvo una beca. 
Por su pasión por las letras y su interés poético, estudió, a la par que Derecho, Letras Hispánicas en la Facultad de Filosofía y Letras de la UNAM. Ahí conocería a quienes se convertirían en sus amigos mexicanos: Rosario Castellanos, Dolores Castro y Jaime Sabines.
La obra de González ha sido traducida al inglés, francés, portugués, alemán, checo y chino, y se ha publicado en antologías en Europa, Estados Unidos de América y América Latina.
Su condición de poeta se percibe incluso en ocasionales poemas de menor calidad, donde el dominio de la técnica y el manejo de la forma verbal es indudable. Su lenguaje es rico, variado, sonoro, expresivo, sugerente, provocativo, emotivo, combatiente, musical, rítmico, directo, claro. Su poesía es fundamental, aunque puede encontrársele algunas lagunas, en que cae en el jugueteo, donde el fondo de la poesía es un tanto menor al del resto de su obra, como se observa particularmente en Para quienes gusten oír caer la lluvia en el tejado (1962). Por otra parte, su poesía va de la ternura a la diatriba, pasando por el amor, la descripción, el sarcasmo, la indignación y el combate popular. Y si bien dista de tomar moldes clásicos, la forma es rica y de modalidades sobrias, capaz de llegar no sólo al lector culto, sino a todo lector, incluso al de limitadas cualidades intelectuales. 
Sobre la poesía, González opina: "es un arte, no es para solucionar problemas, estos los solucionan los políticos, los economistas y los especialistas encargados de gobernar un país, pero la poesía en cierta forma orienta y ayuda a estas personas en el poder, señalando los problemas e incluso proponiendo posibles soluciones que puedan ser llevadas o no a la práctica. La poesía tiene un fin, que es el de servir a la humanidad".
En su obra destaca el compromiso político, sin renunciar a una finura y clasicismo nunca reñidos con la experimentación ni mucho menos con el humorismo. La mujer, la naturaleza, el amor, el apego a las raíces indígenas y el canto a la gesta de los pueblos latinoamericanos y de los más humildes del mundo son sus grandes temas.

## Obra

### Poesía
- Voz y voto del geranio, 1943
- A fuego lento, 1946
- Sombras era, 1948
- Viento claro, 1953
- Canciones de los bosques de Guatemala, 1955
- Hombre en la luna, 1960
- Para quienes gustan oír caer la lluvia en el tejado, 1962
- Cuchillo de caza, 1964
- Diez colores nuevos, 1967
- Oratorio del maíz, 1970
- La siesta del gorila, 1972
- Consagración del hogar. Cantata para mi esposa, 1973
- Poema concreto, 1973
- Poesía fundamental, (antología poética) 1973
- Cementerio clandestino, 1975
- Corridos en busca de guitarra, 1975
- Antología mínima, 1977
- Tun y chirimía, 1978
- El hombre de las lámparas celestes, 1980
- Danzas para Coatlicue, 1983
- Palindromagia, 1983
- Sonetos mexicas, 1987
- Agua encantada, 1988
- El conejo de las orejas en reposo, 1990
- El templo de los jaguares, 1990
- Diamante negro. Poesía erótica, 1990
- Luna mutilada, 1991
- Versos droláticos, 1993
- El venado y los pájaros, 1995
- Concentración de luciérnagas, 1996
- Concierto para metralleta, (Cantigas para el Che Guevara.) 1997
- Huitzil uan tuxtli. Colibrí y conejo, 1998
- Conjuros para un jardín, 1998
- Los hermosos animales, 1999
- Versos del tapanco, 1999
- Coctel de frutas, 2000
- Oír con los ojos, 2001

### Ensayo
- Diccionario apócrifo de lenguas orientales, 1972
- El secretario de las secretarias, 1985
- Caminos de ayer: memoria y antología de la generación del cuarenta en Guatemala, 1990
- Miguel Ángel Asturias el gran lengua. Guatemala, 1999
- Arte y técnica del soneto, 2001
- Galería de gobernadores del soneto, 2002
- De Xibalbá es que vengo, 2003.

### Novela
- El diario de Leona Vicario, 1982
- El magnicida o licor de exilio, 1987
- Kaibil, 1998
- El divino rostro, 1999

### Cuento
- Cuentos de psiquiatras, 1973
- De brujos y chamanes, 1980
- El mercader de torturas, 1986
- Gente educada, 1997
- Sea breve, 1999

la muerte de un rimador

## Premios y distinciones
Recibió en 1990 el Premio Nacional de Poesía Jaime Sabines en México y, en el mismo año, el Premio Nacional de Literatura "Miguel Ángel Asturias" de Guatemala. En 2007 la Universidad de San Carlos de Guatemala le otorgó el doctorado honoris causa.